# Земплинска Широка
Земплинска Широка (слч. Zemplínska Široká) насељено је мјесто са административним статусом сеоске општине (слч. obec) у округу Михаловце, у Кошичком крају, Словачка Република.

## Становништво
| Година:    | 1994. | 2004.   | 2014.   | 2024.   |
| ---------- | ----- | ------- | ------- | ------- |
| Број људи: | 816   | 871     | 951     | 1025    |
| Разлика:   |       | +6,74 % | +9,18 % | +7,78 % |

| Година:    | 2023. | 2024.   |
| ---------- | ----- | ------- |
| Број људи: | 1027  | 1025    |
| Разлика:   |       | -0,19 % |

Према подацима о броју становника из 2011. године насеље је имало 944 становника.